# Ирландия на «Детском Евровидении — 2022»
Ирландия участвовала на «Детском Евровидении — 2022», которое состоялось 11 декабря 2022 года в Ереване, Армения. Ирландский телевещатель TG4 выбрал представителя с помощью национального отбора, финал которого состоялся 23 октября 2022 года. На конкурсе страну представила Софи Леннон с песней «Solas». Она заняла четвёртое место, набрав 150 баллов.

## Предыстория
До конкурса 2022 года Ирландия участвовала на «Детском Евровидении» 6 раз, начиная с момента своего дебюта в 2015 году. За всё время своего участия страна пропустила конкурс единожды — в 2020 году, несмотря на изначальное подтверждение своего участия, из-за пандемии COVID-19. На конкурсе 2021 года, проходившем в Париже, Маю Леви Лаулор представлял страну с песней «Saor (Disappear)». Он занял 18-е место, набрав 44 балла.

## До «Детского Евровидения»

### Выбор представителя (Junior Eurovision Éire 2022)
Ирландский телевещатель TG4 вновь использовал шоу «Junior Eurovision Éire» для выбора представителя на конкурс. Подробности отбора были раскрыты 22 августа 2022 года, во время запуска осеннего расписания TG4. Луиза Кантильон стала ведущей конкурса во второй раз подряд, в то время как Дарраг О'Киф был представлен в качестве соведущего. Это был первый раз, когда «Junior Eurovision Éire» проводился с двумя ведущими. Как и в предыдущих годах, участники отбора исполнили кавер-версии известных песен на ирландском языке, в то время как жюри в студии определило результаты четырёх отборочных туров и полуфинала. 

#### Члены жюри
Как и в предыдущих годах, результаты четырёх отборочных туров и полуфинала определялись жюри, которое состояло из двух постоянных членов жюри и сменных приглашённых членов жюри. В состав постоянных членов жюри вошли:
- Ниам Ни Хроинин — радиоведущая, менеджер ирландскоязычной молодежной радиостанции «Raidió Rí-Rá».
- Крис Грин — ведущий радио «RTÉ 2fm».

| Исполнитель     | Год  | Песня(-и)                      | Финал     | Финал     | Полуфинал           | Полуфинал           |
| Исполнитель     | Год  | Песня(-и)                      | Место     | Баллы     | Место               | Баллы               |
| --------------- | ---- | ------------------------------ | --------- | --------- | ------------------- | ------------------- |
| Линда Мартин    | 1984 | «Terminal 3»                   | 2         | 137       | Полуфиналов не было | Полуфиналов не было |
| Линда Мартин    | 1992 | «Why Me?»                      | 1         | 155       | Полуфиналов не было | Полуфиналов не было |
| Нив Кавана      | 1993 | «In Your Eyes»                 | 1         | 187       | Полуфиналов не было | Полуфиналов не было |
| Нив Кавана      | 2010 | «It's for You»                 | 23        | 25        | 9                   | 67                  |
| Пол Харрингтон  | 1994 | «Rock 'n' Roll Kids»           | 1         | 226       | Полуфиналов не было | Полуфиналов не было |
| Брайан Кеннеди  | 2006 | «Every Song Is a Cry for Love» | 10        | 93        | 9                   | 79                  |
| Райан О’Шонесси | 2018 | «Together»                     | 16        | 136       | 6                   | 179                 |
| Брук Скаллион   | 2022 | «That’s Rich»                  | Не прошла | Не прошла | 15                  | 47                  |

#### Первый тур
Первый тур транслировался 18 сентября 2022 года, где Нив Кавана стала приглашённым членом жюри. Лара Глисон получила наибольшее количество звёзд и прошла напрямую в полуфинал, в то время как Клэр Кили и Элла Келли выступили во второй раз во время финальной дуэли. По завершении финальной дуэли, Клэр Кили стала полуфиналистом, получив наибольшее количество голосов от жюри.
| №  | Участник           | Песня (Оригинальный исполнитель)         | Жюри 1 | Жюри 2 | Жюри 3 | Звёзды | Итог            |
| -- | ------------------ | ---------------------------------------- | ------ | ------ | ------ | ------ | --------------- |
| 01 | Холли Маунтстефенс | «Nervous» (Гэвин Джеймс)                 | 6      | 6      | 7      | 20     | Выбыла          |
| 02 | Клэр Кили          | «I Will Always Love You» (Уитни Хьюстон) | 8      | 8      | 7      | 23     | Финальная дуэль |
| 03 | Гарри Мориарти     | «This Is Me» (Кила Сеттл)                | 8      | 7      | 6      | 21     | Выбыл           |
| 04 | Лара Глисон        | «When the Party’s Over» (Билли Айлиш)    | 8      | 9      | 9      | 26     | Полуфиналист    |
| 05 | Элла Келли         | «Ghost» (Луан Парле)                     | 7      | 8      | 7      | 22     | Финальная дуэль |
| 06 | Грейс Уилан        | «Linger» (The Cranberries)               | 6      | 7      | 8      | 21     | Выбыла          |

| №  | Участник   | Песня (Оригинальный исполнитель)         | Голоса | Итог         |
| -- | ---------- | ---------------------------------------- | ------ | ------------ |
| 01 | Клэр Кили  | «I Will Always Love You» (Уитни Хьюстон) | 2      | Полуфиналист |
| 02 | Элла Келли | «Ghost» (Луан Парле)                     | 1      | Выбыла       |

#### Второй тур
Второй тур транслировался 25 сентября 2022 года, где Райан О’Шонесси стал приглашённым членом жюри. Эмбер Доус получила наибольшее количество звёзд и прошла напрямую в полуфинал, в то время как Марли-Пег Леонард и Эйнин Дуггун выступили во второй раз во время финальной дуэли. По завершении финальной дуэли, Марли-Пег Леонард стала полуфиналистом, получив наибольшее количество голосов от жюри.
| №  | Участник          | Песня (Оригинальный исполнитель)               | Жюри 1 | Жюри 2 | Жюри 3 | Звёзды | Итог            |
| -- | ----------------- | ---------------------------------------------- | ------ | ------ | ------ | ------ | --------------- |
| 01 | Марли-Пег Леонард | «Skinny Love» (Bon Iver)                       | 8      | 9      | 8      | 25     | Финальная дуэль |
| 02 | Каллум Сканлан    | «The Man Who Can’t Be Moved» (The Script)      | 7      | 7      | 8      | 22     | Выбыл           |
| 03 | Эмбер Доус        | «Lost Without You» (Фрея Райдингз)             | 9      | 9      | 9      | 27     | Полуфиналист    |
| 04 | Эйнин Дуггун      | «Grace» (Льюис Капальди)                       | 8      | 8      | 7      | 23     | Финальная дуэль |
| 05 | Лара Cимик        | «Dancing with a Stranger» (Сэм Смит и Нормани) | 6      | 7      | 7      | 20     | Выбыла          |
| 06 | Эван Куган        | «Take My Hand» (Picture This)                  | 6      | 7      | 6      | 19     | Выбыл           |

| №  | Участник          | Песня (Оригинальный исполнитель) | Голоса | Итог         |
| -- | ----------------- | -------------------------------- | ------ | ------------ |
| 01 | Марли-Пег Леонард | «Skinny Love» (Bon Iver)         | 2      | Полуфиналист |
| 02 | Эйнин Дуггун      | «Grace» (Льюис Капальди)         | 1      | Выбыла       |

#### Третий тур
Третий тур транслировался 2 октября 2022 года, где Пол Харрингтон стал приглашённым членом жюри. Ниам Ноаде получила наибольшее количество звёзд и прошла напрямую в полуфинал, в то время как Кайлин Джо Макдональд и Тиган Нолан выступили во второй раз во время финальной дуэли. По завершении финальной дуэли, Кайлин Джо Макдональд стал полуфиналистом, получив наибольшее количество голосов от жюри.
| №  | Участник              | Песня (Оригинальный исполнитель)     | Жюри 1 | Жюри 2 | Жюри 3 | Звёзды | Итог            |
| -- | --------------------- | ------------------------------------ | ------ | ------ | ------ | ------ | --------------- |
| 01 | Кайлин Джо Макдональд | «Shotgun» (Джордж Эзра)              | 8      | 8      | 10     | 26     | Финальная дуэль |
| 02 | Тиган Нолан           | «Someone You Loved» (Льюис Капальди) | 7      | 8      | 9      | 24     | Финальная дуэль |
| 03 | Ниам Ноаде            | «Lonely World» (Луан Парле)          | 9      | 10     | 9      | 28     | Полуфиналист    |
| 04 | Саванна Феникс Мунро  | «Good as Hell» (Лиззо)               | 6      | 7      | 10     | 23     | Выбыла          |
| 05 | Ева О’Фаррелл         | «Castles» (Фрея Райдингз)            | 8      | 7      | 7      | 22     | Выбыла          |
| 06 | Люси Хеффернан        | «Follow Your Fire» (Kodaline)        | 7      | 7      | 8      | 22     | Выбыла          |

| №  | Участник              | Песня (Оригинальный исполнитель)     | Голоса | Итог         |
| -- | --------------------- | ------------------------------------ | ------ | ------------ |
| 01 | Кайлин Джо Макдональд | «Shotgun» (Джордж Эзра)              | 2      | Полуфиналист |
| 02 | Тиган Нолан           | «Someone You Loved» (Льюис Капальди) | 1      | Выбыла       |

#### Четвёртый тур
Четвёртый тур транслировался 9 октября 2022 года, где Линда Мартин стала приглашённым членом жюри. Софи Леннон получила наибольшее количество звёзд и прошла напрямую в полуфинал, в то время как Фиби Макайвор и Лорен Уоллес выступили во второй раз во время финальной дуэли. По завершении финальной дуэли, Фиби Макайвор стала полуфиналистом, получив наибольшее количество голосов от жюри.
| №  | Участник         | Песня (Оригинальный исполнитель)          | Жюри 1 | Жюри 2 | Жюри 3 | Звёзды | Итог            |
| -- | ---------------- | ----------------------------------------- | ------ | ------ | ------ | ------ | --------------- |
| 01 | Фиби Макайвор    | «Hold Me While You Wait» (Льюис Капальди) | 8      | 8      | 10     | 26     | Финальная дуэль |
| 02 | Софи Леннон      | «New York» (Палома Фейт)                  | 10     | 10     | 10     | 30     | Полуфиналист    |
| 03 | Холли-Мэй Воан   | «Stay with Me» (Сэм Смит)                 | 7      | 7      | 9      | 23     | Выбыла          |
| 04 | Лорен Уоллес     | «Always» (Гэвин Джеймс)                   | 8      | 9      | 8      | 25     | Финальная дуэль |
| 05 | Джиллиан Бреннан | «Take Me to Church» (Хозиер)              | 7      | 9      | 8      | 24     | Выбыла          |
| 06 | Гэвин Гиллиган   | «Bruises» (Льюис Капальди)                | 7      | 8      | 7      | 22     | Выбыл           |

| №  | Участник      | Песня (Оригинальный исполнитель)          | Голоса | Итог         |
| -- | ------------- | ----------------------------------------- | ------ | ------------ |
| 01 | Фиби Макайвор | «Hold Me While You Wait» (Льюис Капальди) | 2      | Полуфиналист |
| 02 | Лорен Уоллес  | «Always» (Гэвин Джеймс)                   | 1      | Выбыла       |

#### Полуфинал
Полуфинал транслировался 16 октября 2022 года, где Брук Скаллион стала приглашённым членом жюри. Софи Леннон и Ниам Ноаде прошли напрямую в полуфинал, в то время как Клэр Кили и Лара Глисон выступили во второй раз во время финальной дуэли. По завершении финальной дуэли, Клэр Кили стала финалистом, получив наибольшее количество голосов от жюри.
| №  | Участник              | Песня (Оригинальный исполнитель)                  | Итог            |
| -- | --------------------- | ------------------------------------------------- | --------------- |
| 01 | Клэр Кили             | «Halo» (Бейонсе)                                  | Финальная дуэль |
| 02 | Софи Леннон           | «Symphony» (Сара Ларссон и Clean Bandit)          | Финалист        |
| 03 | Марли-Пег Леонард     | «A Million Goodbyes» (Lea Heart)                  | Выбыла          |
| 04 | Кайлин Джо Макдональд | «Hold Back The River» (Джеймс Бэй)                | Выбыл           |
| 05 | Ниам Ноаде            | «Catch And Release» (Мэтт Саймонс)                | Финалист        |
| 06 | Лара Глисон           | «Brave» (Элла Хендерсон)                          | Финальная дуэль |
| 07 | Фиби Макайвор         | «Cold Heart» (Элтон Джон и Дуа Липа)              | Выбыла          |
| 08 | Эмбер Доус            | «Falling Slowly» (Глен Хансард и Маркета Ирглова) | Выбыла          |

| №  | Участник    | Песня (Оригинальный исполнитель) | Голоса | Итог     |
| -- | ----------- | -------------------------------- | ------ | -------- |
| 01 | Клэр Кили   | «Halo» (Бейонсе)                 | 2      | Финалист |
| 02 | Лара Глисон | «Brave» (Элла Хендерсон)         | 1      | Выбыла   |

#### Финал
Финал состоялся 23 октября 2022 года, где Брайан Кеннеди стал приглашённым членом жюри. Жюри, состоявшее из двух постоянных членов жюри и одного сменного члена жюри, снова присутствовало, чтобы дать обратную связь участникам, но без права голосовать. Впервые победитель был определён онлайн-голосованием, которое проводилось на сайте ирландского телевещателя TG4 с 16 октября до конца 15-минутного периода голосования во время эфира.
| Участник    | №  | Песня (Оригинальный исполнитель) | №  | Песня (Оригинальный исполнитель)                           |
| ----------- | -- | -------------------------------- | -- | ---------------------------------------------------------- |
| Клэр Кили   | 01 | «Circle of Life» (Элтон Джон)    | 04 | «Hold Me Now» (Джонни Логан)                               |
| Софи Леннон | 02 | «Leave a Light On» (Том Уокер)   | 05 | «Why Me?» (Линда Мартин)                                   |
| Ниам Нааде  | 03 | «Pompeii» (Bastille)             | 06 | «Rock 'n' Roll Kids» (Пол Харрингтон и Чарльз Макгеттиган) |

### Выбор песни
Песня Софи Леннон для «Детского Евровидения — 2022», под названием «Solas», была представлена 8 ноября 2022 года.

## На «Детском Евровидении»

### Трансляция
Финал конкурса транслировал телеканал TG4, комментатором которого была Шинейд Ни Уаллахайн. После конкурса было объявлено, что рейтинги конкурса в Ирландии в целом немного возросли, по сравнению с предыдущим годом: шоу в среднем посмотрели 15.300 зрителей, что на 7 тысяч меньше, чем в прошлом году, в то время как доля возросла до 2.1% (в прошлом году — 0.91%). На «пике» конкурс одновременно смотрела 41 тысяча зрителей, в то время как 121 тысяча зрителей увидела хотя бы одну минуту шоу.

### Выступление
Порядок выступления стран-участниц «Детского Евровидения — 2022» был определён 5 декабря 2022 года: Ирландия выступила под девятым номером — после Грузии и перед Северной Македонией. Софи участвовала на репетициях, которые состоялись 7 и 9 декабря 2022 года, за которыми последовало «шоу для жюри», которое состоялось вечером 10 декабря 2022 года. Результаты голосования ирландского жюри объявила Холли Леннон.

### Голосование
На конкурсе была вновь использована та система голосования, которая была введена в 2017 году, где результаты определяются суммой баллов онлайн-голосования (50%) и голосования жюри (50%). В каждой стране-участнице было национальное жюри, состоящее из 5 человек: трое из них — профессионалы музыкальной индустрии, а двое — дети в возрасте от 10 до 15 лет, которые должны были быть гражданами страны, от имени которой они голосовали.
Онлайн-голосование состояло из двух этапов: первый этап онлайн-голосования начался 9 декабря 2022 года, когда на сайте конкурса (junioreurovision.tv) были показаны отрывки репетиций участников, после чего зрители смогли проголосовать за 3 участников. Первый этап онлайн-голосования завершился 11 декабря 2022 года в 15:59 по центральноевропейскому времени. Второй этап онлайн-голосования начался сразу после последнего, шестнадцатого, выступления и длился 15 минут.
По итогам голосования Ирландия заняла 4-е место, набрав 150 баллов: по итогам голосования жюри Ирландия заняла четвёртое место с 88 баллами, а по итогам онлайн-голосования — восьмое место с 62 баллами.
| Баллы                                                   | Страна                                |
| ------------------------------------------------------- | ------------------------------------- |
| 12 баллов                                               | Мальта Сербия                         |
| 10 баллов                                               | Польша Франция                        |
| 8 баллов                                                |                                       |
| 7 баллов                                                | Нидерланды Северная Македония Украина |
| 6 баллов                                                | Великобритания Италия                 |
| 5 баллов                                                |                                       |
| 4 балла                                                 | Португалия                            |
| 3 балла                                                 | Испания                               |
| 2 балла                                                 | Армения Грузия                        |
| 1 балл                                                  |                                       |
| Ирландия получила 62 балла по итогам онлайн-голосования |                                       |

| Баллы     | Страна             |
| --------- | ------------------ |
| 12 баллов | Франция            |
| 10 баллов | Армения            |
| 8 баллов  | Сербия             |
| 7 баллов  | Албания            |
| 6 баллов  | Украина            |
| 5 баллов  | Северная Македония |
| 4 балла   | Нидерланды         |
| 3 балла   | Польша             |
| 2 балла   | Грузия             |
| 1 балл    | Испания            |

### Подробные результаты голосования
| Раздельные результаты голосования Ирландии | Раздельные результаты голосования Ирландии | Раздельные результаты голосования Ирландии | Раздельные результаты голосования Ирландии | Раздельные результаты голосования Ирландии | Раздельные результаты голосования Ирландии | Раздельные результаты голосования Ирландии | Раздельные результаты голосования Ирландии | Раздельные результаты голосования Ирландии | Раздельные результаты голосования Ирландии |
| №                                          | Страна                                     | Судья A                                    | Судья B                                    | Судья C                                    | Судья D                                    | Судья E                                    | Место                                      | Баллы                                      |                                            |
| ------------------------------------------ | ------------------------------------------ | ------------------------------------------ | ------------------------------------------ | ------------------------------------------ | ------------------------------------------ | ------------------------------------------ | ------------------------------------------ | ------------------------------------------ | ------------------------------------------ |
| 1                                          | Нидерланды                                 | 5                                          | 11                                         | 5                                          | 3                                          | 6                                          | 7                                          | 4                                          |                                            |
| 2                                          | Польша                                     | 14                                         | 4                                          | 8                                          | 4                                          | 5                                          | 8                                          | 3                                          |                                            |
| 3                                          | Казахстан                                  | 11                                         | 10                                         | 15                                         | 15                                         | 15                                         | 15                                         |                                            |                                            |
| 4                                          | Мальта                                     | 13                                         | 12                                         | 10                                         | 5                                          | 12                                         | 13                                         |                                            |                                            |
| 5                                          | Италия                                     | 9                                          | 14                                         | 9                                          | 11                                         | 10                                         | 14                                         |                                            |                                            |
| 6                                          | Франция                                    | 1                                          | 3                                          | 3                                          | 1                                          | 14                                         | 1                                          | 12                                         |                                            |
| 7                                          | Албания                                    | 10                                         | 1                                          | 7                                          | 8                                          | 4                                          | 4                                          | 7                                          |                                            |
| 8                                          | Грузия                                     | 12                                         | 8                                          | 12                                         | 10                                         | 1                                          | 9                                          | 2                                          |                                            |
| 9                                          | Ирландия                                   |                                            |                                            |                                            |                                            |                                            |                                            |                                            |                                            |
| 10                                         | Северная Македония                         | 2                                          | 15                                         | 1                                          | 14                                         | 7                                          | 6                                          | 5                                          |                                            |
| 11                                         | Испания                                    | 6                                          | 7                                          | 11                                         | 13                                         | 9                                          | 10                                         | 1                                          |                                            |
| 12                                         | Великобритания                             | 15                                         | 9                                          | 6                                          | 7                                          | 13                                         | 11                                         |                                            |                                            |
| 13                                         | Португалия                                 | 4                                          | 13                                         | 13                                         | 12                                         | 11                                         | 12                                         |                                            |                                            |
| 14                                         | Сербия                                     | 3                                          | 6                                          | 4                                          | 9                                          | 3                                          | 3                                          | 8                                          |                                            |
| 15                                         | Армения                                    | 8                                          | 5                                          | 2                                          | 6                                          | 2                                          | 2                                          | 10                                         |                                            |
| 16                                         | Украина                                    | 7                                          | 2                                          | 14                                         | 2                                          | 8                                          | 5                                          | 6                                          |                                            |